# Острівці Лангерганса

Острівці Лангерганса (фарбування г-е).

Не плутати з клітинами Лангерганса, що містяться в епідермальних тканинах
Острівці́ Лангерга́нса — скупчення гормон-продукуючих (ендокринних) клітин, переважно в хвості підшлункової залози. Підшлункова залоза дорослої здорової людини налічує близько 1 мільйона острівців (загальною масою від одного до півтора грама).

## Епонім
Названо на честь німецького патологоанатома Пауля Лангерганса (1849—1888), який в 1869 році описав скупчення клітин в підшлунковій залозі.

### Альфа-клітини
- Альфа-клітини становлять до 20 % пулу острівцевих клітин — секретують глюкагон (антагоніст інсуліну).[2]

### Бета-клітини
- Бета-клітини становлять 65–80 % пулу острівцевих клітин — секретують інсулін (за допомогою білків-рецепторів проводить глюкозу всередину клітин організму, активізує синтез глікогену в печінці і м'язах, пригнічує глюконеогенез);

### Дельта-клітини
- Дельта-клітини становлять 3–10 % пулу острівцевих клітин — секретують соматостатин (пригнічує секрецію багатьох залоз);

### ПП-клітини
- PP-клітини становлять 3–5 % пулу острівцевих клітин — секретують панкреатичний поліпептид (пригнічує секрецію підшлункової залози і стимулює секрецію шлункового соку).

### Епсилон-клітини
- Епсилон-клітини становлять <1 % пулу острівцевих клітин — секретують грелін («гормон голоду» — збуджує апетит).